# Route nationale 504a
La route nationale 504a ou RN 504a était une route nationale française reliant Pugieu à La Balme.
À la suite de la réforme de 1972, elle a été renommée RN 504. En 2006, elle a été déclassée en RD 1504.

## Ancien tracé de Pugieu à La Balme (D 1504)
- Pugieu
- Chazey-Bons
- Belley
- Virignin
- La Balme